# Cometa de César

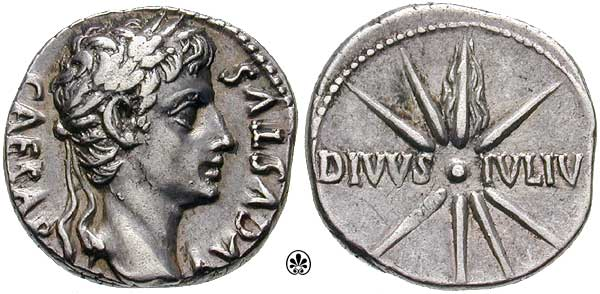
Moneda acuñada por Augusto (hacia 19-18 a. C.); Anverso: CAESAR AVGVSTVS, Cabeza laureada mirando a la derecha // Reverso: DIVVS IVLIV[S], con el cometa (estrella) de ocho rayos, y la cola hacia arriba.

El Cometa de César (referencia numérica C/-43 K1) –también conocido como Cometa César o como el Gran Cometa del año 44 a.C.– fue posiblemente el cometa más famoso de la antigüedad. Sus siete días de permanencia en el firmamento fueron interpretados por los romanos como señal de la deificación del dictador asesinado poco tiempo antes, Julio César (100-44 a. C.).
El cometa de César es uno de los cinco únicos cometas conocidos con una magnitud lumínica absoluta negativa, y puede haber sido el cometa más brillante del que haya registros históricos. Su órbita no era periódica, por lo que puede haberse desintegrado. Los cálculos orbitales más recientes estiman que la órbita parabólica del cometa lo situaría actualmente a más de 800 UA del Sol.

## Características orbitales
Pudo acercarse al Sol hasta 0,22 ua. La excentricidad de su órbita es de 1,0 (correspondiente a un elemento no periódico) y su inclinación orbital estimada es de 110° grados. 

## Historia
Numerosos escritores antiguos identificaron al cometa César como Sidus Iulium ("Estrella Juliana") o como Caesaris astrum ("Astro de César"). El brillante cometa (visible a plena luz del día) apareció de repente durante el festival denominado Ludi Victoriae Caesaris, para el que se había estimado el mes de septiembre (una conclusión apuntada por Edmund Halley) del año 44 a. C.. Dataciones recientes han situado el evento en julio del mismo año, unos cuatro meses después del asesinato de Julio César, así como el mes de nacimiento del propio César. Según Suetonio, en plenas celebraciones "un cometa brilló durante siete días sucesivos, aumentando sobre la undécima hora, y se creía que podía ser el alma de César".
El cometa se convirtió en un poderoso símbolo de la propaganda política que lanzó la carrera de Augusto, sobrino nieto (e hijo adoptivo) de César. El Templo de César fue construido (42 a. C.) y consagrado (29 a. C.) por Augusto con el propósito de fomentar un "culto del cometa" (también era conocido como el "Templo del Cometa".) En la parte trasera del templo se levantó una enorme estatua de César, y según Ovidio, llevaba un cometa flameante fijado a su frente, "para hacer de aquella alma una estrella que arda por siempre sobre el Foro y las puertas de Roma".

## Estudios modernos
En 1997, dos estudiosos de la Universidad de Illinois en Chicago (John T. Ramsey, un experto en estudios clásicos, y A. Lewis Licht, un físico) publicaron un libro que compara evidencias astronómicas y astrológicas procedentes de la época Han en China y de Roma. Su análisis, basado en los testimonios históricos de testigos presenciales, los registros astronómicos chinos, literatura antigua, y testigos de hielo de los glaciares de Groenlandia, produjo una gama de parámetros orbitales hipotético para el objeto astronómico. Establecieron en 0,224 UA la órbita necesaria para que el objeto fuera visible como una cola luminosa en la capital china Chang'an (a finales de mayo) y como un objeto similar a una estrella en Roma (a finales de julio):
- 18 de mayo, 44 a. C. (China)
- 23 al 25 de julio, 44 a. C. (Roma)
- Magnitud absoluta: −4.0

Otros investigadores, como Robert Gurval de la UCLA y Brian G. Marsden del Centro de astrofísica Harvard-Smithsonian, dejan la existencia del cometa como una cuestión todavía abierta. Marsden señala en su libro (anterior a los trabajos de Ramsey y Licht) que: "Dadas las circunstancias de un solo cronista fechado dos décadas después del acontecimiento, tendría que considerarse este asunto [es decir, la no existencia del cometa] como una posibilidad seria."

## En la literatura
El poeta Virgilio escribe en su novena égloga que "la estrella de César ha aparecido para alegrar los campos". Virgilio más tarde escribe del periodo posterior al asesinato de Julio César que “Nunca los temibles cometas ardían con tanta frecuencia.” Gurval señala que, curiosamente, estos pasajes de ningún modo enlazan el cometa con el estado divino de César, sino que los relacionan con su muerte.

Es Ovidio aun así, quien hace la aserción final de la función del cometa en la deificación de Julio César en su Metamorfosis (8 d. C.):
Entonces Júpiter, el Padre, habló..."Elevad el espíritu de César de su cadáver asesinado, y convertidlo en una estrella, de modo que el divino Julio siempre pueda mirar hacia abajo desde su alto templo en nuestro Capitolio y foro". Apenas hubo acabado, cuando la gentil Venus se colocó en el centro del Senado, sin que nadie la viera, y elevó el espíritu de su César nuevamente liberado de su cuerpo, e impidiendo que desapareciera en el aire, lo llevó hacia las estrellas magníficas. Mientras lo llevaba, ella sintió su fulgor y comenzó a arder, y lo dejó caer de su pecho: el alma subió más alto que la luna, dibujando detrás de sí una ardiente cola, brillando como una estrella.
Ha sido argumentado recientemente que la idea del uso del cometa hecho por Augusto para sus objetivos políticos, en gran parte se basan en este pasaje.
En el Julio César de Shakespeare (1599), la mujer de César comenta en la mañana fatídica del asesinato de su marido: "Cuándo los mendigos mueren no se ve ningún cometa. Los cielos mismos resplandecen antes de la muerte de los príncipes".

## Monedas romanas
El estudio de las monedas acuñadas el 44 a. C. a través de las normas desarrolladas por Augusto revelan el cambio de la relación de Julio César con el Sidus Iulium. Robert Gurval señala que el cambio del estatus del cometa de César en las monedas sigue un patrón muy claro. Las representaciones de Julio César deificado como protagonista aparecen relativamente pronto, dentro de una serie de años posteriores a su muerte. Aproximadamente veinte años pasaron, aun así, antes de que la estrella completase su transformación en un cometa. Comenzando en el 44 a. C., un fabricante de monedas llamado P. Sepullius Macer acuñó monedas que muestran a Julio César coronado con un laurel y una estrella detrás de su cabeza. En la cara posterior, Venus, la diosa protectora de la familia Julia, soporta un cetro estrellado. Gurval sostiene que esta moneda fue acuñada en el tiempo del asesinato de César, y probablemente en su origen no haría referencia a su deificación. Cuando se puso en circulación, sin embargo, habría mostrado la idea de reforzar el nuevo culto a César. El trabajo más antiguo de Kenneth Scott titulado El Sidus Iulium y la Apoteosis de César contradice esta afirmación, suponiendo que el cometa ardiente de hecho pertenecía a una serie de distintas monedas anteriores producidas con el mismo motivo del cometa. Una serie de aúreos y denarios romanos acuñados después del comienzo del culto a César, muestran a Marco Antonio con una estrella, que probablemente representa su rango como sacerdote de César. En monedas más tardías, probablemente del período cercano al fin de la guerra de Octavio con Sexto Pompeyo, la estrella suplanta por completo el nombre y la cara de César, representando claramente su divinidad.
Una de las correlaciones más claras y más tempranas de César con un cometa sucedió durante los Juegos Seculares del 17 a. C., cuando el acuñador M. Sanquinio decoró los anversos de sus monedas con un cometa sobre la cabeza de un hombre cubierto, que numismáticos y estudiosos clásicos especulan que podría ser un joven César, el Genio de los Juegos Seculares, el de la familia Julia, o el hijo de Eneas, Julo. Estas monedas fortalecieron el enlace entre Julio César y Augusto. Desde entonces, Augusto se asoció con la familia Julia. Otro conjunto de monedas hispanas muestra un cometa con ocho rayos y las palabras DIVVS IVLIVS, con el significado "Divino Julio".